# Associazione Sportiva Mastini Varese Hockey 1997-1998
Questa pagina raccoglie i dati riguardanti l'Associazione Sportiva Mastini Varese Hockey nelle competizioni ufficiali della stagione 1997/98.

## Dirigenza
- Presidente: Massimiliano Colombo

## Piazzamenti nelle varie competizioni
- Serie A: 14° retrocessa

## La rosa

### Goaltenders
- Marco Allevato
- Riccardo Luppi
- 32  Alfredo Luraghi

### Defensemen
- Stéphane Julien
- Ricky Tessari
- Stefano Branzanti
- Fabrizio Pellegrini
- Alessandro Rotolo
- Johnny Bärlund

### Forwards
- Emilio Iovio
- Fabio Sguazzero
- Martin Pierre Duval
- Dominic Rhéaume
- Giancarlo Merzario
- Giovanni Volante
- Gianluca Tomasello
- Marco Buholzer
- Massimo Pennisi
- Marco Vaccani
- Gianluca Campanale
- Giuliano Zorzet
- Alain Vogin
- Alessandro Galli
- Joey Curcio
- Maurizio Pagani
- Salvatore Sorrenti
- Alessandro Gorini